# 1546
1546 (MDXLVI) a fost un an comun al calendarului iulian, care a început într-o zi de vineri.

## Nașteri
- Pierre de L'Estoile, memorialist și colecționar francez (d. 1611)
- 27 ianuarie: Joachim al III-lea Frederic, Elector de Brandenburg (d. 1608)
- 14 decembrie: Tycho Brahe, astronom și matematician danez (d. 1601)

## Decese
- 18 februarie: Martin Luther  (n. 1483)
- 4 iulie: Khair ad-Din  (n. 1478)
- dată necunoscută: Francisco de Orellana explorator spaniol (n. 1511)
- 12 august: Francisco de Vitoria filosof spaniol (n. 1480)
- dată necunoscută: Isabella di Morra poetă italiană (n. 1520)
- 3 septembrie: Petru Rareș domn al Moldovei (n. 1487)
- 13 ianuarie: Ieremia I al Constantinopolului  (n. ?)